# NGC 625

NGC 625

إن جي سي 625 مجرة حلزونية ضلعية قزمة في اتجاه كوكبة العنقاء وعلى بعد 12.7 مليون سنة ضوئية من الأرض وعضو في تجمع معمل النحات المجري.